# 나카노시마역 (가나가와현)
나카노시마역(일본어: 中野島駅, なかのしまえき)은 일본 가나가와현 가와사키시 다마구에 있는 동일본 여객철도(JR 동일본) 난부 선의 철도역이다.

## 역 구조
- 상대식 승강장 2면 2선의 지상역.
- 1번선 승강장의 다치카와 쪽에 역사가 있다.

### 타는 곳
| 1 | ■ 난부 선 | 후추혼마치, 부바이가와라, 다치카와 방면                 |
| 2 | ■ 난부 선 | 노보리토, 무사시미조노쿠치, 무사시코스기, 가와사키 방면 |

## 이용 상황
2008년도의 1일 평균 승차 인원수는 14,145명이었다.

## 역사
- 1927년 11월 1일 - 난부 철도 노보리토역 - 다이마루 정류소 간의 개통시에 나카노시마 정류소로서 개업. 현재보다 약 400m 노보리토 쪽의 지점에 있었다.
- 1929년 8월 1일 - 역에 승격. 화물 취급을 개시.
- 1944년 4월 1일 - 난부 철도의 국유화에 의해 일본국유철도 난부 선의 역이 된다.
- 1947년 12월 15일 - 현재의 지점에 이전.
- 1955년 7월 1일 - 화물 취급을 폐지.
- 1987년 4월 1일 - 국철 분할 민영화에 의해 동일본 여객철도의 역이 된다.

## 인접한 역
| 동일본 여객철도 난부 선      | 동일본 여객철도 난부 선 | 동일본 여객철도 난부 선          |
| ---------------------------- | ----------------------- | -------------------------------- |
| JN 14 노보리토 가와사키 방면 | 난부 선                 | JN 16 이나다즈쓰미 다치카와 방면 |